# Karlheinz Ruhstorfer
Karlheinz Ruhstorfer (* 9. Mai 1963 in Simbach am Inn, Niederbayern) ist ein deutscher römisch-katholischer Theologe und Hochschullehrer.

## Leben
Ruhstorfer studierte von 1984 bis 1987 Philosophie, Germanistik und Geschichte an den Universitäten München und Freiburg. Von 1988 bis 1993 studierte er katholische Theologie an der Universität Freiburg. 1993 wurde er in Freiburg diplomiert, 1997 promoviert und 2003 für die Fächer Dogmatik und Religionsphilosophie habilitiert. Erstbetreuer der Dissertation und Habilitation war Peter Walter, dessen wissenschaftlicher Mitarbeiter er auch von 1999 bis 2006 war. 2005 ernannte ihn die Universität Freiburg zum außerplanmäßigen Professor.
Von 2006 bis 2013 war Ruhstorfer Professor für Systematische Theologie an der Universität Koblenz-Landau. 2013 bis 2017 war er Inhaber des Lehrstuhls für Systematische Theologie an der Technischen Universität Dresden. 2015 wurde Ruhstorfer zum Vorsitzenden der Deutschen Sektion der Europäischen Gesellschaft für Katholische Theologie gewählt. 2017 nahm er einen Ruf an die Theologische Fakultät der Universität Freiburg an, wo er seither einen Lehrstuhl für Dogmatik innehat.
Seine Forschungsschwerpunkte sind philosophische Grundlegung der Theologie, Theorie der Offenbarung, Gotteslehre, Christologie, Anthropologie, theologische Zeitdiagnostik sowie Theologie der Geschichte.

## Schriften (Auswahl)
Als Autor:
- Das Prinzip ignatianischen Denkens. Zum geschichtlichen Ort der „Geistlichen Übungen“ des Ignatius von Loyola (= Freiburger theologische Studien. Bd. 161). Herder, Freiburg im Breisgau 1998 (Dissertation).
- Konversionen. Eine Archäologie der Bestimmung des Menschen bei Foucault, Nietzsche, Augustinus und Paulus. Schöningh, Paderborn 2004 (Habilitationsschrift).
- Christologie (= Gegenwärtig Glauben denken. Systematische Theologie. Band 1). Schöningh, Paderborn 2008.
- Gotteslehre (= Gegenwärtig Glauben denken. Systematische Theologie. Band 2). Schöningh, Paderborn 2010.
- Glaube im Aufbruch. Katholische Perspektiven. Schöningh, Paderborn 2013.
- Freiheit – Würde – Glauben. Christliche Religion und westliche Kultur. Schöningh, Paderborn 2015
- Befreiung des Katholischen. An der Schwelle zu globaler Identität. Herder, Freiburg 2019
- Philosophie ist Theologie. Die Provokation der Neuzeit. Alber, Baden-Baden 2024

Als Herausgeber:
- mit Hilary Mooney, Viola Tenge-Wolf (Hrsg.): Theologie aus dem Geist des Humanismus. Festschrift für Peter Walter. Herder, Freiburg i. Br. u. a. 2010.
- Systematische Theologie (= Theologie Studieren im modularisierten Studiengang. Modul 3; UTB. 3582). Schöningh, Paderborn 2012.
- Gotteslehre (= Theologie Studieren im modularisierten Studiengang. Modul 7; UTB. 3896). Schöningh, Paderborn 2014.
- Das Ewige im Fluss der Zeit. Der Gott, den wir brauchen (Quaestiones Disputatae 280). Herder, Freiburg 2016.
- mit Martin Kirschner: Die gegenwärtige Krise Europas. Theologische Antwortversuche (Quaestiones Disputatae 291). Herder, Freiburg 2018.
- Unwandelbar? Ein umstrittenes Gottesprädikat in der Diskussion (Beiheft zur Ökumenischen Rundschau). Evangelische Verlagsanstalt, Leipzig 2018.
- Christologie (UTB. 4942). Schöningh, Paderborn 2018.
- Zwischen Progression und Regression. Streit um den Weg der katholischen Kirche. Herder, Freiburg 2019.
- mit Michael Quisinsky (Hrsg.): Entgrenzung als Identität? Deutsch-französische Perspektiven für die Zukunft des Christentums in Europa, Freiburg (Quaestiones disputatae 328), Freiburg 2023.